# Molentje Decroos
Het Molentje Decroos is een kleine windmolen, gelegen in het tot de West-Vlaamse gemeente Veurne behorende dorp Eggewaartskapelle aan Palinghoekstraat 8.
Het is een windmolen van het type open standerdmolen, en deze fungeerde als korenmolen. Ook haver en gerst werd vermalen, om als veevoer te worden ingezet.
Het in 1905 gebouwde molentje heeft een hoogte van slechts 5 meter. Het is dan ook een zogenaamde hoevemolen, waarin voor eigen gebruik werd gemalen. Dergelijke molens kwamen in de West-Vlaamse kuststreek vaker voor in de 19e en begin 20e eeuw.
In 1986 werd de molen met omgeving beschermd. In 1997 leed de molen stormschade, waarna ze iets verder werd herbouwd.
- Inventaris van het Bouwkundig Erfgoed (Vlaanderen): 201059